# Castelnuovo Rangone

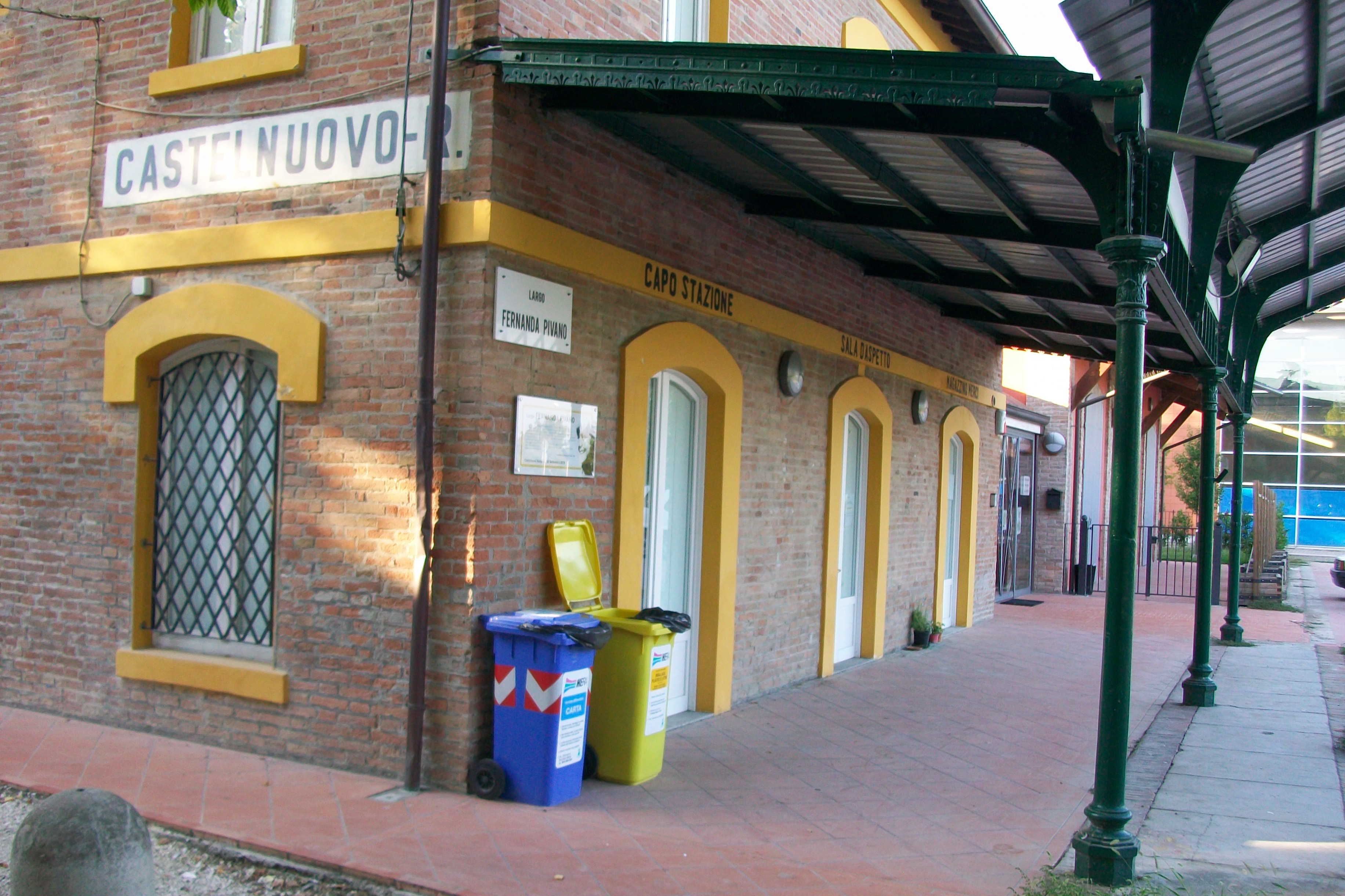
Station van Castelnuovo Rangone

Castelnuovo Rangone is een gemeente in de Italiaanse provincie Modena (regio Emilia-Romagna) en telt 12.724 inwoners (31-12-2004). De oppervlakte bedraagt 22,6 km², de bevolkingsdichtheid is 546 inwoners per km².
De volgende frazioni maken deel uit van de gemeente: Montale, Cavidole, San Lorenzo.

## Demografie
Castelnuovo Rangone telt ongeveer 4980 huishoudens. Het aantal inwoners steeg in de periode 1991-2001 met 24,9% volgens cijfers uit de tienjaarlijkse volkstellingen van ISTAT.
| Jaar | Inwoneraantal |
| ---- | ------------- |
| 1991 | 9683          |
| 2001 | 12.096        |

## Geografie
Castelnuovo Rangone grenst aan de volgende gemeenten: Castelvetro di Modena, Formigine, Modena, Spilamberto.

## Geboren
- Walter Villa (1943-2002), motorcoureur

Bastiglia · Bomporto · Campogalliano · Camposanto · Carpi · Castelfranco Emilia · Castelnuovo Rangone · Castelvetro di Modena · Cavezzo · Concordia sulla Secchia · Fanano · Finale Emilia · Fiorano Modenese · Fiumalbo · Formigine · Frassinoro · Guiglia · Lama Mocogno · Maranello · Marano sul Panaro · Medolla · Mirandola · Modena · Montecreto · Montefiorino · Montese · Nonantola · Novi di Modena · Palagano · Pavullo nel Frignano · Pievepelago · Polinago · Prignano sulla Secchia · Ravarino · Riolunato · San Cesario sul Panaro · San Felice sul Panaro · San Possidonio · San Prospero · Sassuolo · Savignano sul Panaro · Serramazzoni · Sestola · Soliera · Spilamberto · Vignola · Zocca
- Library of Congress Control Number: nr90024940
- MusicBrainz: db3b91eb-a95d-4191-881c-86df65e08114
- Nationale Bibliotheek van Israël: 987007538002105171
- Virtual International Authority File: 296005813